# 대전용전중학교
대전용전중학교(大田龍田中學校)는 대한민국 대전광역시 대덕구 중리동에 있는 공립 중학교이다.

## 학교 연혁
- 1982년 11월 25일 : 학교 설립인가 (27학급)
- 1983년 3월 10일 : 개교 및 제1회 입학식 (9학급)
- 1986년 2월 11일 : 제1회 졸업식(588명)
- 1986년 3월 2일 : 운동부(펜싱부) 창단
- 2017년 3월 1일 : 교육복지우선지원사업 중점학교 선정
- 2021년 3월 1일 : 다문화교육 정책학교 지정
- 2023년 12월 19일 : 학칙 변경인가(18학급)
- 2024년 2월 5일 : 제39회 졸업식152명(총 13,854명)
- 2024년 3월 1일 : 제20대 박락영 교장 취임
- 2024년 3월 4일 : 제41회 입학식 114명(5학급)

## 참고 자료
- 대전용전중학교 - 한국교육학술정보원 학교알리미